# Grábrók

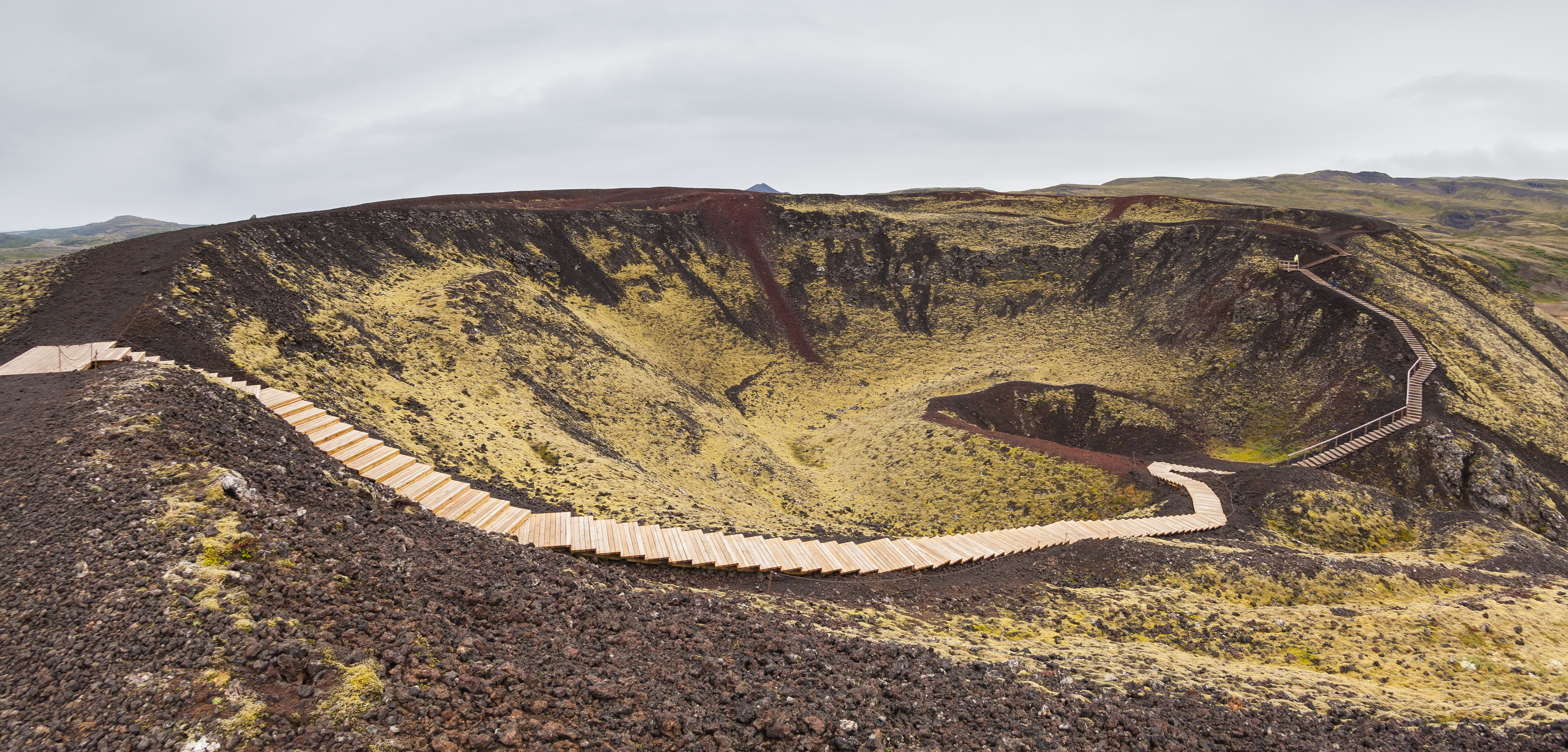
Vista del interior del cráter del Gran Grábrók.

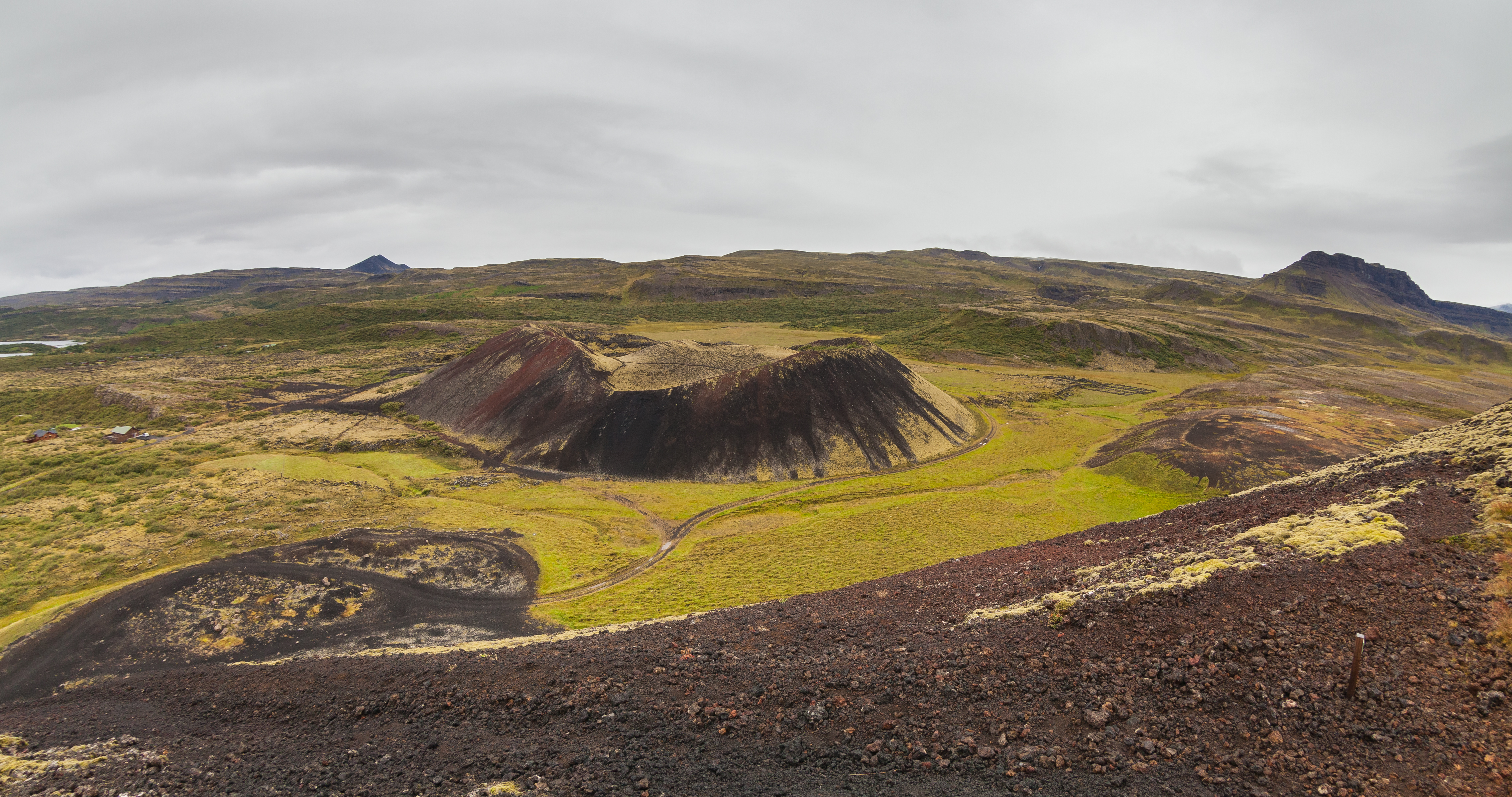
Pequeño Grábrók vista desde el Gran Grábrók.

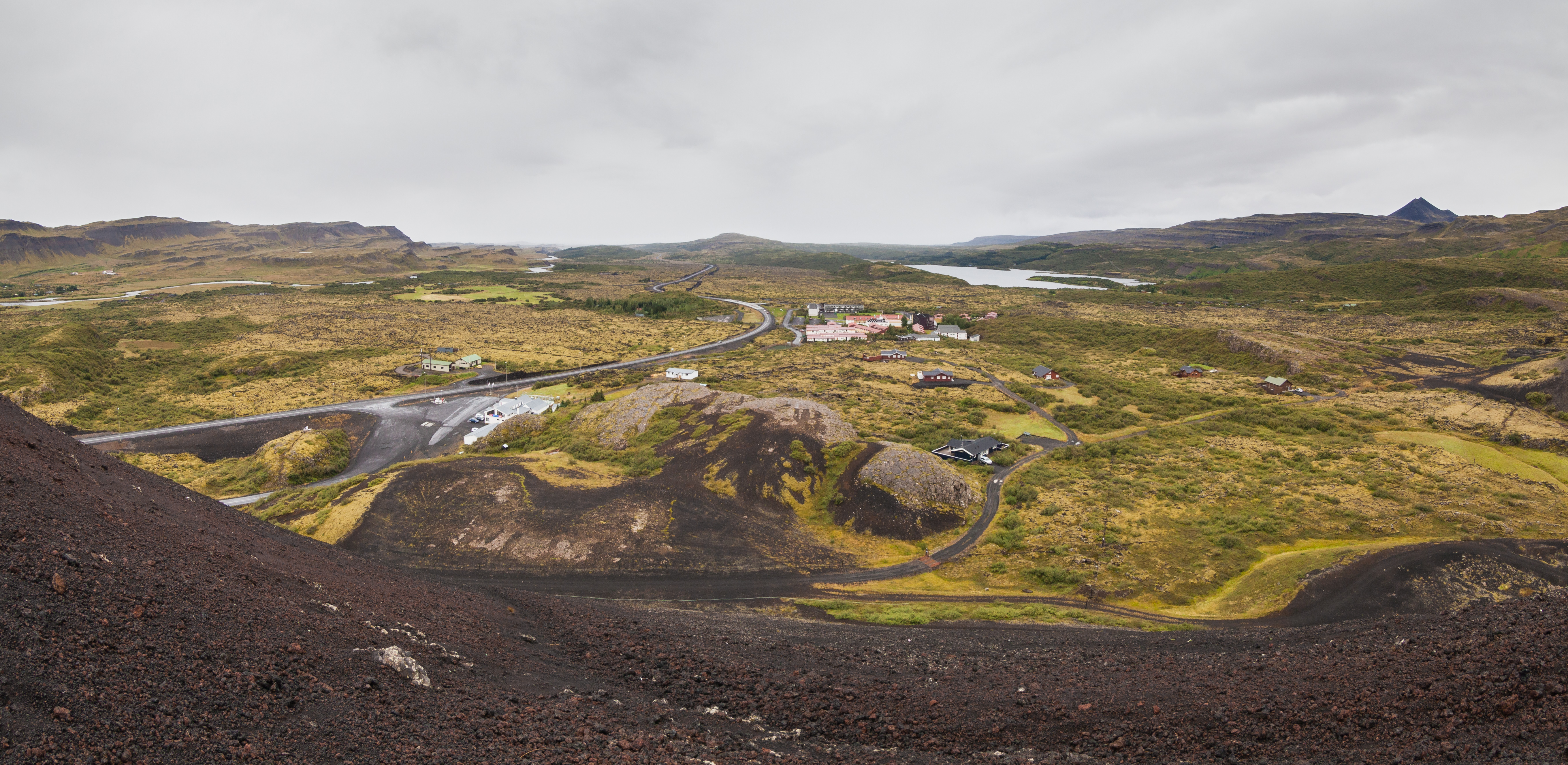
Universidad Bifröst, Grábrók.

Grábrók es un cráter volcánico de unos 170 m de altitud que se eleva en el noreste de Hreðavatn en la región de Vesturland situada al oeste de Islandia. Grábrók es el mayor de tres cráteres en un pequeño cañón volcánico. De estos cráteres Stóru-Grábrók (Gran Grábrók), Grábrókarfelli (Brókarjökull Rojo) y Litlu-Grábrók (Pequeño Grábrók) emergió lava hace aprox. 3400 años, que hoy está repartida en una superficie de aprox. 7 km². El grosor promedio de los canales por los que subió la lava fue de 20 m. La lava bloqueó Norðurá y se elevó por las laderas orientales del valle. La lava también bloqueó lo que hoy es Hreðavatn para formar un lago, en donde hay algunas fuentes donde brota lava, conocidas como Paradísarlaut (Hueco del Paraíso). Tanto los cráteres como la lava que emergió de ellos se declaró sitio natural protegido en 1962. Grábrók es un sitio popular entre los turistas gracias a un fácil acceso al Gran Grábrók, desde donde se puede contamplar todo el valle.